# Wyrtgeorn
Wyrtgeorn (żył w XI wieku) – książę słowiański.

## Życiorys
Zgodnie z przekazem kroniki Florencjusza z Worcester z początków XII wieku Wyrtgeorn miał być królem Słowian i teściem Haakona, syna jarla Eryka z Lade. Według tegoż kronikarza Wyrtgeorn miał poślubić siostrę króla Danii i Anglii Knuta Wielkiego, a więc córkę Swena Widłobrodego. Żona księcia jest identyfikowana ze wspomnianą w Liber vitae siostrą Kanuta, Świętosławą. Pochodzenie Wyrtgeorna nie jest znane. Zdaniem badaczy Wyrtgeorn był księciem pomorskim lub obodrzycko-wagryjskim. Bywa utożsamiany ze wspomnianym w 1026 na dworze króla Kanuta Wrytsleofem. Inne hipotezy głoszą, jakoby Wyrtgeorn był Brytem lub następcą Burysława.
Zgodnie ze wzmianką Florencjusza Wyrtgeorn miał z siostrą Kanuta córkę Gunhildę, wydaną w 1029 za jarla norweskiego Haakona, a następnie hrabiego angielskiego Haralda Thorkelssona.